# Bolsa de Rathke
Em embriologia, Bolsa de Rathke é uma depressão no topo da boca em desenvolvimento, em frente a membrana bucofaríngea. Dá origem a glândula pituitária anterior, uma parte do sistema endócrino.